# 布魯斯鎮區 (愛荷華州本頓縣)
布魯斯鎮區（英語：Bruce Township）是位於美國愛荷華州本頓縣的一個行政鎮區。

## 地方資料
根據2010年美國人口普查的數據，布魯斯鎮區的面積為93.42平方千米，當中陸地面積為93.42平方千米，而水域面積為0.00平方千米。當地共有人口319人，而人口密度為每平方千米3.41人。